# Tomasz Żyła
Tomasz Żyła (ur. 12 lutego 1967 w Kowarach) – polski bobsleista, dwukrotny olimpijczyk. Jest synem Andrzeja, olimpijczyka z Innsbrucku, popularyzatora sportów saneczkowych w Polsce.
Żyła razem z Dawidem Kupczykiem, Krzysztofem Sieńko oraz Tomaszem Gatką stworzył najlepszą polską osadę bobslejową przełomu wieków. Na Igrzyskach w Nagano (1998) zajęli 22. miejsce, 4 lata później na Igrzyskach w Salt Lake City zostali sklasyfikowani na 18. pozycji.